# فلیکس بروگمن
فلیکس بروگمن (انگلیسی: Felix Brügmann؛ زادهٔ ۳۰ نوامبر ۱۹۹۲) بازیکن فوتبال اهل آلمان است.
از باشگاه‌هایی که در آن بازی کرده‌است می‌توان به باشگاه فوتبال آینتراخت برانشوایگ و باشگاه فوتبال کارل زایس ینا اشاره کرد.